# Tiefschwarz
Tiefschwarz es un grupo de música electrónica dedicado al deep house. Fue fundado en el año 1996 en Stuttgart, Alemania, por los hermanos Alexander y Sebastian Schwarz, a quienes luego se uniría Peter Hoff. Su nombre proviene del alemán, pudiendo ser traducido como “negro profundo”, y habiendo surgido de una combinación entre el apellido de los hermanos y por el género de música electrónica denominado deep house ("deep", en inglés, significa profundo).
Compusieron remixes para canciones como "Kinda New" para la banda británica Spektrum, "Get Together" de Madonna, "Teary Eyed" de Missy Elliott y para "John the Revelator" de Depeche Mode.

## Discografía

### Álbumes de estudio
- RAL9005 (2001)
- Eat Books (2005)
- Chocolate (2010)

### Sencillos y EP
- 1997 - 24 Seven (12") - Continuemusics
- 1997 - 24 Seven (Boris D'Lugosch mixes) (12") Continuemusics
- 1999 - Music (12" & CD) - Benztown
- 1999 - Music (2x12") - Wave Music
- 2000 - Boogie Wonderland 2K (12" & CD) - Dance Division
- 2000 - Holy Music (12") - Benztown
- 2000 - I'll Be Around (12") - Deep Culture
- 2000 - I'll Be Around (CD) - WEA Records (Alemania)
- 2000 - Music (Promo) (12") - Attic Records
- 2001 - Never (12" & CD) - Four Music
- 2001 - No More Trouble (12" & CD) - Four Music
- 2001 - RAL9005 (3X12" & CD) - Four Music
- 2001 - Thru A Little Window (12") - Classic Recordings
- 2001 - You (12") - Four Music
- 2002 - Hello Again (12") - Classic Recordings
- 2002 - Never (12" & CD) - Classic Recordings
- 2002 - Never (Remixes) (12") - Classic Recordings
- 2002 - Nix (12" & CD) - Four Music
- 2002 - RAL9005 (3x12" & CD) - Classic Recordings
- 2003 - Ghostrack (12") - Four Music
- 2003 - Nix (12") - Classic Recordings
- 2004 - Blow (12") - International Deejay Gigolo Records
- 2005 - Eat Books (2x12" & CD) - Fine
- 2005 - Issst (12" & CD) - Four Music
- 2005 - Issst (Dominik Eulberg remix) - Four Music/Fine
- 2005 - Issst (Nathan Fake remix)
- 2005 - Wait & See (2x12" & CD) - Four Music/Fine
- 2005 - Warning Siren (2x12") - Four Music/Fine
- 2006 - Damage feat. Tracey Thorn (12" & CD) - Fine
- 2006 - Fly (12") - Four Music
- 2007 - Original (12") - Souvenir Recordings
- 2007 - 10 Years Of Blackmusik (2xCD) - Souvenir Recordings
- 2009 - Trust with Seth Troxler - (12") - (Souvenir Recordings)
- 2010 - Chocolate (CD, Álbum) (Souvenir Recordings)
- 2010 - Find Me feat. Cassy (Souvenir Recordings)
- 2010 - The Whistler (Souvenir Recordings)
- 2011 - Dominate My Sensations feat. Mama (Souvenir Recordings)
- 2012 - Hurricane feat. Jaw (EP) (Souvenir Recordings)
- 2012 - No Message feat. Argenis Brito (Souvenir Recordings)

### Remixes
- 1996 Ultra Naté – "Free"
- 1997 DPD feat. Rose Windross – "Sign Your Name"
- 1998 Joi Cardwell – "Soul to Bare"
- 1998 Jam & Spoon – "Don't Call It Love"
- 1998 Mousse T. vs. Hot 'n' Juicy – "Horny"
- 1998 Jennifer Paige – "Crush"
- 1998 Spike – "Respect"
- 1998 Byron Stingily – "Testify"
- 1998 Suburban Soul – "Lovin' You"
- 1998 Ultra Naté – "New Kind of Medicine"
- 1999 Darryl D'Bonneau – "Let There Be a Way"
- 1999 Masters At Work feat. La India – "To Be in Love"
- 1999 RAH Band – "Clouds Across the Moon"
- 2000 Awa Band – "Timba"
- 2000 Danacee – "Stop"
- 2000 Loreta – "Trouble with Boys" (Loreta Is High, Part 1 and Part 2)
- 2000 Nosotros feat. Raul Paz – "Contigo"
- 2000 Rapsody feat. MC Lyte & Danacee & Khaled – "Time for a Change"
- 2000 Spike – "Never Gonna Give You Up"
- 2001 Rick Astley – "Sleeping"
- 2001 2raumwohnung – "Sexy Girl"
- 2001 Bougie Soliterre – "Besides You"
- 2001 Mundo Azul – "Sereia"
- 2001 Sharon Phillips – "Touch Me"
- 2001 Shakatak – "Down on the Street"
- 2001 Weekend Players – "Into the Sun"
- 2001 Whirlpool Productions – "Lifechange"
- 2002 Cassius – "The Sound of Violence"
- 2002 Jon Cutler – "It's Yours"
- 2002 Jollymusic – "Talco Uno"
- 2002 Groove Armada – "Think Twice..."
- 2002 M.A.N.D.Y. & The Sunsetpeople – "Sunsetpeople"
- 2002 Y-Files – "The Sky Is High"
- 2003 Chicks on Speed – "We Don't Play Guitars"
- 2003 Freaks – "Where Were You When The Lights Went Out?"
- 2003 Isolée – "Brazil.com"
- 2003 Lost 'N' Alive – "Feels Like Love"
- 2003 Matsai – "He Boomah"
- 2003 Micatone – "Plastic Bags & Magazines"
- 2003 Minimal Compact – "Next One Is Real"
- 2003 Mocky – "Mickey Mouse Muthafuckers"
- 2003 The Rapture – "Sister Saviour"
- 2003 Trüby Trio – "Universal Love"
- 2003 Turntablerocker – "Rings"
- 2004 Air Liquide feat. Khan – "So Much Love"
- 2004 And.Ypsilon – "The Sky Is High"
- 2004 Djtal – "Digital World"
- 2004 DJ Hell – "Listen to the Hiss"
- 2004 Kelis – "Trick Me"
- 2004 Lopazz – "Blood"
- 2004 Phonique feat. Die Elfen – "The Red Dress"
- 2004 Spektrum – "Kinda New"
- 2004 Unit 4 – "Bodydub"
- 2005 Alter Ego – "Beat the Bush"
- 2005 Chikinki – "Something More"
- 2005 Missy Elliott – "Teary Eyed"
- 2005 Fischerspooner – "A Kick in the Teeth"
- 2005 Freeform Five – "Electromagnetic"
- 2005 Goldfrapp – "Ooh La La"
- 2006 Depeche Mode – "John the Revelator"
- 2006 Ichundu – "Hey"
- 2006 Lindstrøm – "I Feel Space"
- 2006 Madonna – "Get Together"
- 2006 Booka Shade – "Darko"
- 2006 Roxy Music – "Rain Rain Rain"
- 2007 Phuture – "Rise From Your Grave"
- 2008 Underworld – "Beautiful Burnout"
- 2008 Turntablerocker – "Anyone"
- 2008 Emad Parandian – "Kamanche"
- 2008 Ruede Hagelstein – "The Modest Theme"
- 2010 Hurts – "Better Than Love"
- 2010 Guido Schneider meets Jens Bond – "Youme"
- 2010 Ruede Hagelstein & The Noblettes – "A Priori"
- 2011 Marcus Meinhardt – "Chain Of Memories"
- 2011 Amir – "Mirabeau"
- 2011 Ruede Hagelstein feat. Meggy – "Embezzle Me"
- 2011 Audiofly – "Fela"
- 2012 Chris Wood & Meat – "Jr Juniors"
- 2012 Dapayk & Padberg – "Don't Sleep"
- 2012 Smash TV – "Matthew Pervert"